# Ark (álbum de L'Arc~en~Ciel)
Ark é o sexto álbum de estúdio do L'Arc~en~Ciel, lançado em 1 de julho de 1999, simultaneamente com Ray. Atingiu a primeira posição no Oricon Albums Chart e vendeu mais de duas milhões de cópias, sendo certificado pela RIAJ.

## Faixas
Todas as músicas escritas por hyde, exceto a faixa 8, escrita por tetsu.
| N.º            | Título                                  | Música         | Duração |  |
| 1.             | "Forbidden Lover"                       | ken            | 6:01    |  |
| 2.             | "Heaven's Drive"                        | hyde           | 4:15    |  |
| 3.             | "Driver's High"                         | tetsu          | 4:10    |  |
| 4.             | "Cradle"                                | yukihiro       | 4:56    |  |
| 5.             | "Dive to Blue"                          | tetsu          | 5:33    |  |
| 6.             | "Larva"                                 | yukihiro       | 3:55    |  |
| 7.             | "Butterfly's Sleep"                     | ken            | 5:10    |  |
| 8.             | "Perfect Blue"                          | tetsu          | 3:48    |  |
| 9.             | "Shinjitsu to Gensou to (真実と幻想と)" | ken            | 5:22    |  |
| 10.            | "What is Love"                          | tetsu          | 4:13    |  |
| 11.            | "Pieces"                                | tetsu          | 4:13    |  |
| Duração total: | Duração total:                          | Duração total: | 53:08   |  |

## Créditos
- hyde – vocal
- ken – guitarra, teclados nas faixas 1, 4, 5, 9 e 10, pandeiro nas faixas 2, 5 e 10, "Hong Kong handclaps" na faixa 5
- tetsu – baixo), backing vocals, teclados nas faixas 5, 8 e 11, percussão de metal e "Hong Kong handclaps" na faixa 5
- yukihiro – bateria, teclados e turn table on track 4, "Hong Kong handclaps" on track 5
- Hajime Okano – teclados nas faixas 1, 2, 3, 4, 8, 9, 10 e 11, chromaharp na faixa 10[1]
- Hitoshi Saitou – teclados em todas as faixas, exceto a faixa 9, piano na faixa 9
- Yukarie – sax tenor na faixa 2[1]
- Smily – sax barítono na faixa 2[1]
- Akatsuki Tada – trompete na faixa 2
- Naoki Hirata –  trompete na faixa 2
- Eishi Yoshizawa – orgão e teclados na faixa 3[1]
- Chieko Kanehara – cordas na faixa 7
- Keiko Abe – cordas na faixa 11